# Großsachsen
Großsachsen (ⓘ) ist einer der beiden Teilorte der Gemeinde Hirschberg an der Bergstraße im Norden des Rhein-Neckar-Kreises im Nordwesten Baden-Württembergs. Der Ort wurde 779 im Lorscher Codex erstmals erwähnt, 1130 erstmals mit dem Namen Sahsenheim major (Großsachsenheim).
Die heutige Gemeinde Hirschberg entstand am 1. Januar 1975 durch die Vereinigung der beiden bis dahin selbständigen nordbadischen Gemeinden Großsachsen und Leutershausen an der Bergstraße. Beide Orte gehörten jahrhundertelang zur Kurpfalz.

## Geographie und Geologie
Großsachsen wurde am Ausgang des Apfelbachtals angelegt. Der Bach ist im Ortsgebiet verdolt und fließt westlich als Landgraben der Weschnitz zu.
Direkte Nachbarorte Großsachsens sind Hohensachsen im Norden und Heiligkreuz im Osten, die beide zur Großen Kreisstadt Weinheim gehören, der andere Hirschberger Teilort Leutershausen im Süden und die Gemeinde Heddesheim im Westen. Nächstgrößere Städte in der Nähe sind Heidelberg, zwölf Kilometer südlich, und Mannheim, 16 Kilometer westlich.
Zu Großsachsen gehören die Wohnplätze Am Kohlbach, Belzbuckel, Eutelslach, Fesselspfad, Gallenberg, Im Kissel, Kunz-Mühle, Marbacher Hof und Talsiedlung, ebenso die aufgegangenen Orte Am Leutershausener Weg und Speck sowie die Wüstung Hof Marbach.

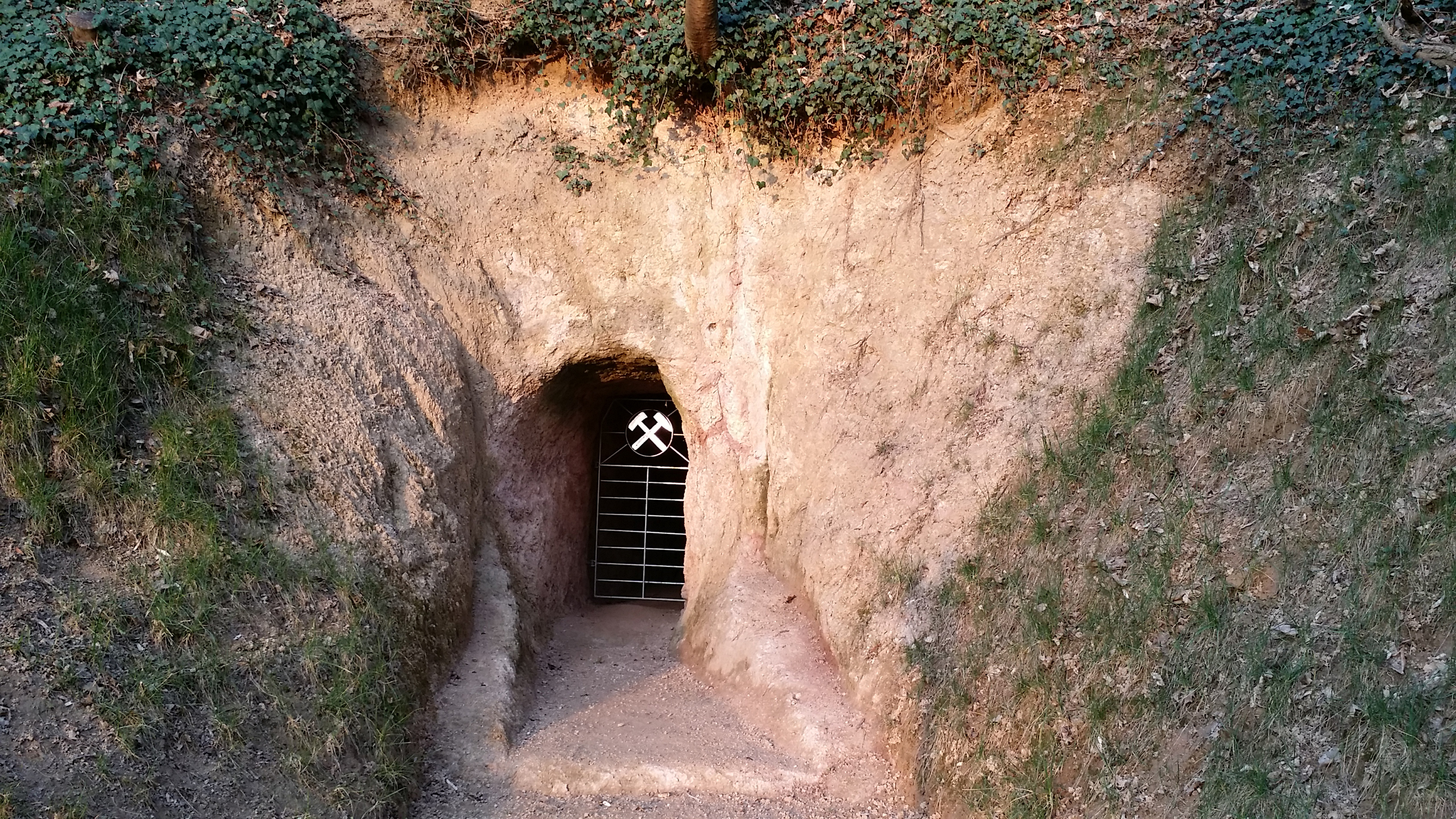
Beltzhohl-Stollen in Großsachsen, 15. oder 16. Jahrhundert

In der Rheinebene verläuft der nördliche Neckarschwemmkegel. Im nördlichen Teil befinden sich Tonböden mit Ackerzahlen bis 58. Nach Süden hin herrschen Lehmböden vor und es werden Ackerzahlen bis 93 erreicht. Im Bereich der Bergstraße sind noch bessere Böden, hauptsächlich Löss, mit Werten bis 99. Angebaut wird insbesondere Obst, Gemüse und Wein, früher auch Tabak.
Im Mittelalter gab es Bergbau zwischen Hohensachsen und Großsachsen, dem eine AG Altbergbau Odenwald nachgespürt hat. Im ehemaligen Silberbergwerk und heutigem Besucherbergwerk Grube Marie in der Kohlbach wurde im 13. Jahrhundert erfolgreich Silber- und Bleierz sowie Kupferkies, im Apfelbachtal nach Ritschweier wurde in der Grube St. Christian am Jacobsberg Kupfererz abgebaut. Siehe auch: Liste von Bergwerken im Odenwald.

## Wappen
Die Motive des früheren Ortswappens Großsachsens sind seit 1617 in Gerichtssiegeln nachweisbar; das Wappen bildet den Apfelbach und ein Ortszeichen ab, dessen Bedeutung nicht bekannt ist. Wappenbeschreibung: In Silber (Weiß) ein blauer Wellenbalken, daraus nach oben wachsend drei rote Äpfel an grünen Stielen, darunter das schwarze Dorfzeichen (wie ein Widderkopf).

## Geschichte

### Frühgeschichte und Mittelalter
Der Name Sachsenheim leitet sich wahrscheinlich von Sahst oder Sachso ab, wobei nicht geklärt ist, ob damit ein Personenname oder ein Volksstamm gemeint ist. Über Großsachsenheim wandelte sich der Ortsname zu Großsachsen.

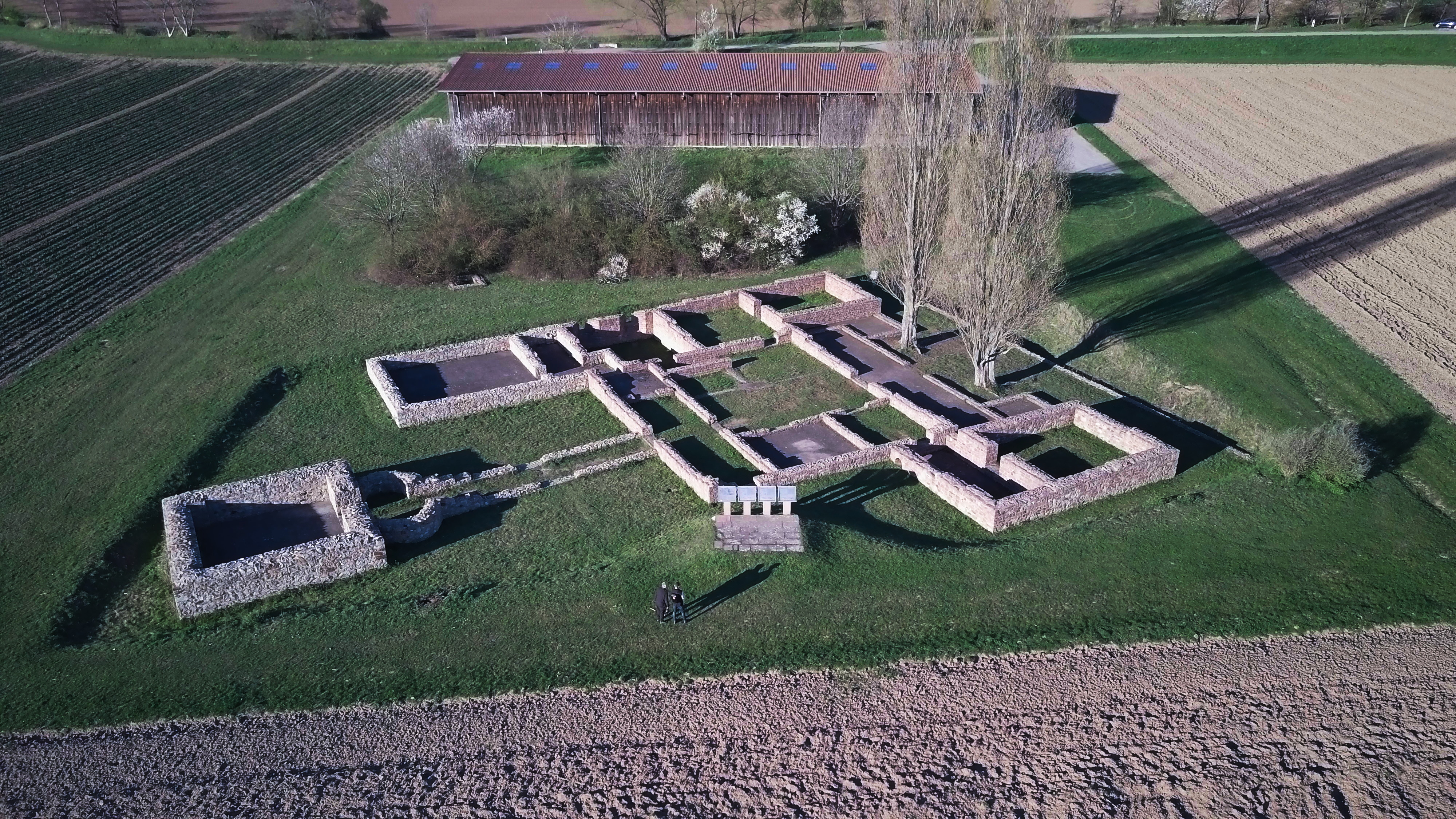
Grundmauern einer römischen „villa rustica“ in Großsachsen.

Die ältesten Funde aus Großsachsen stammen aus der Latènezeit (ab etwa 500 v. Chr.), als das Gebiet von den Kelten bewohnt war. Unter römischer Herrschaft führte eine wichtige Heer- und Handelsstraße von Heidelberg über Lopodunum (Ladenburg), Hauptort der Civitas Ulpia Sueborum Nicrensium und Garnisonsort, und über das Gebiet von Großsachsen hinweg zum Main und Taunus. Am Apfelbach bewirtschafteten die Römer ein Landgut (villa rustica), dessen Überreste 1984–1987 vom Landesdenkmalamt freigelegt wurden. Das Badehaus musste abgetragen werden, der Grundriss des mehrräumigen Hauptgebäudes mit einem vorgelagerten Zierteich wurde konserviert und ist der Öffentlichkeit zugänglich. Zusätzlich wurden viele Münzen, Haarnadeln, Spielsteine und Würfel, ein verzierter Messergriff und ein Edelstein-Ring gefunden.

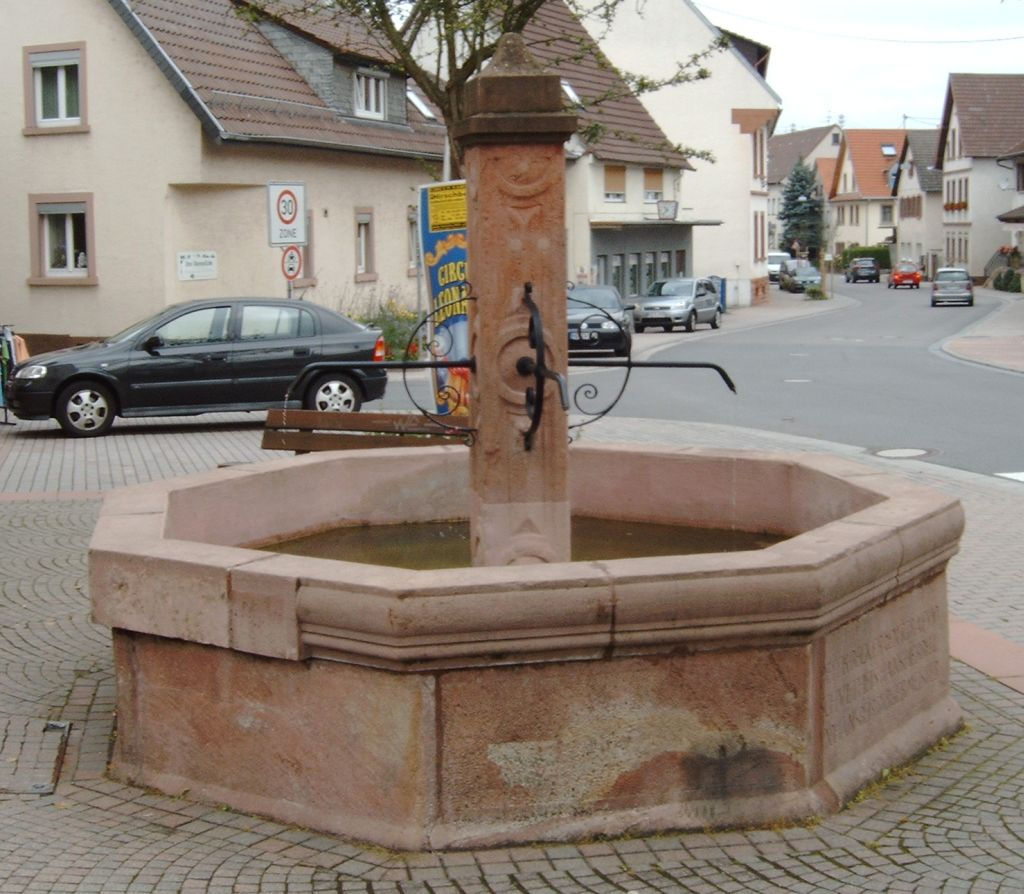
Brunnen in Großsachsen, etwa 1610

Später siedelten hier im Zuge der Völkerwanderungen auch Alemannen und Franken. Im Norden Großsachsens wurden Reihengräber aus der Merowingerzeit gefunden. Im Jahr 779 wurde ein Sahsenheim im Lorscher Codex erstmals erwähnt, womit die drei Orte Lützelsachsen, Hohensachsen und Großsachsen gemeint waren. Die Endung -heim deutet auf eine Gründung während der fränkischen Landnahme hin. Eine genaue Unterscheidung der drei Sachsenorte fand in den Urkunden auch in der Folgezeit zunächst nicht statt. Erst 1130 wurden sie erstmals in Sahsenheim minor (Lützelsachsen), Sahsenheim superior (Hohensachsen) und Sahsenheim major (Großsachsen) unterschieden.
Im 10. Jahrhundert war Leutershausen Sitz der Lorscher Verwaltung über Leutershausen, Lützelsachsen, Hohensachsen, Großsachsen und Hege. Die Lorscher Herrschaftsrechte gingen Ende des 12. Jahrhunderts als pfälzisches Lehen an Markward von Annweiler. Die Lehenshoheit wurde von Kaiser Heinrich VI. beansprucht, fiel aber nach dessen Tod zurück an die Pfalzgrafen. Nach dem Aussterben der Lehensträger im 13. Jahrhundert unterstand Großsachsen unmittelbar der Kurpfalz.
Ab 1369 ist Großsachsen als Sitz des kurpfälzischen Gerichtsbezirks Äpfelbacher Zent, zu der auch Leutershausen gehörte, bezeugt, der allerdings nach 1475 nach Schriesheim verlegt wurde und somit zum Schriesheimer Zent wurde. 1409 wurde Großsachsen Kurpfälzer Zollstation, eine der ertragreichsten Landzollstationen im Oberamt Heidelberg.

### Neuzeit

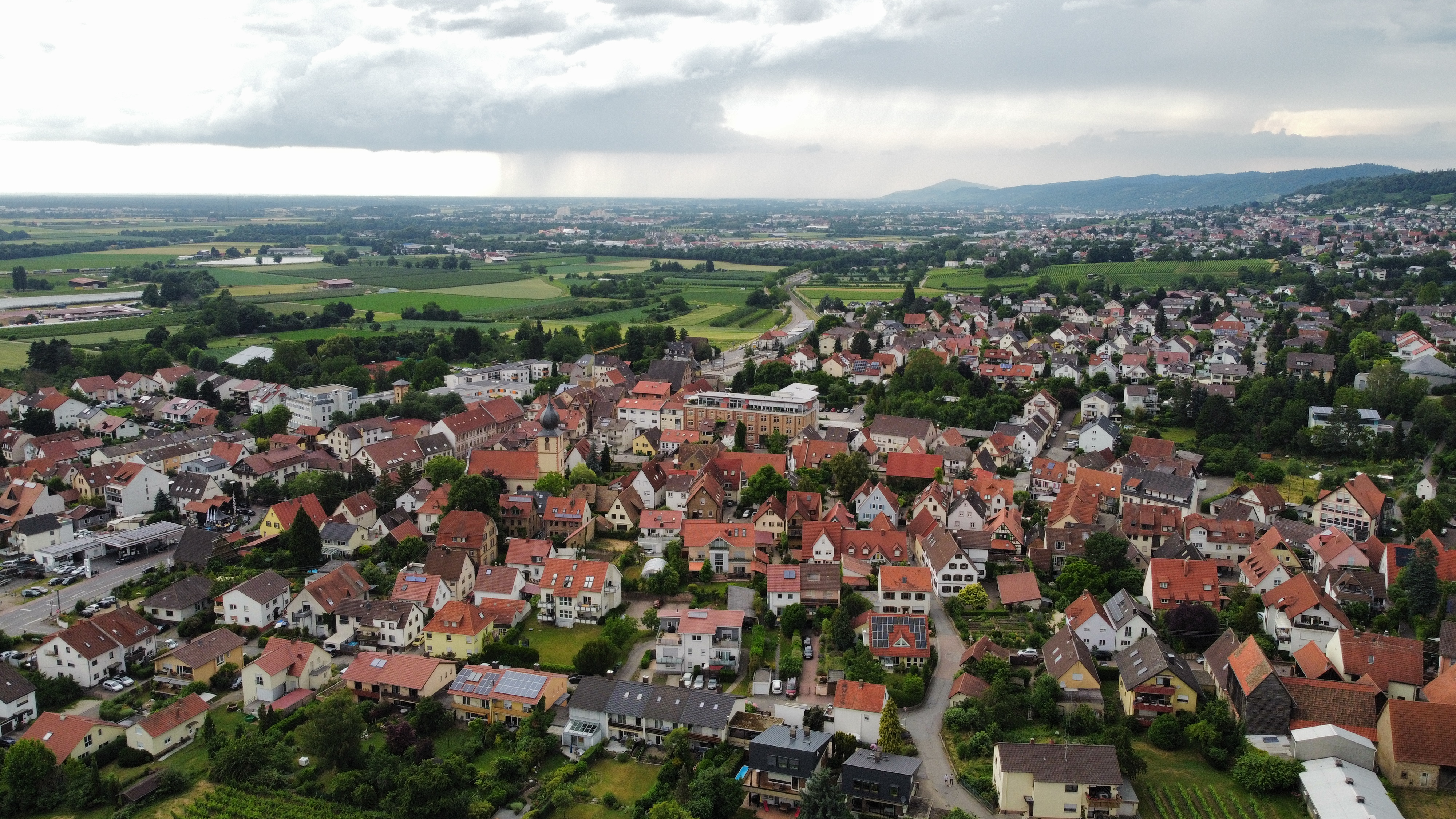
Luftaufnahme (2021)

Im Dreißigjährigen Krieg und im Pfälzischen Erbfolgekrieg wurde Großsachsen verwüstet. Mit dem Reichsdeputationshauptschluss fiel Großsachsen 1803 zusammen mit dem gesamten rechtsrheinischen Teil der Kurpfalz in den Machtbereich des Großherzogtums Baden und wurde dort dem Amt Weinheim angegliedert. 1849 fand während der Revolution bei Großsachsen ein Gefecht der Aufständischen mit preußischen Truppen statt.
Politisch waren seit 1871 die Liberalen die stärkste Strömung. Bei der Wahl zur Deutschen Nationalversammlung 1919 hatte die linksliberale Deutsche Demokratische Partei (DDP) (35,6 %) immer noch vor der SPD (31 %) die größten Stimmanteile, gefolgt von der nationalkonservativen DNVP (BP/DNVP, 19,9 %) und der katholischen Zentrumspartei (13,4 %). Während der Weimarer Republik dominierte in Großsachsen die Deutschnationale Volkspartei. Kurz vor Beginn der nationalsozialistischen Diktatur in Deutschland bei der Reichstagswahl Juli 1932 wurde in Großsachsen die NSDAP zur mit Abstand stärksten Partei gewählt (47,6 %), gefolgt von der SPD (18,3 %), dem Zentrum (12,7 %) und der KPD (7,9 %).
Das Amt Weinheim, zu dem Großsachsen (wie Leutershausen) gehörte, wurde 1936 aufgelöst und dem Bezirksamt Mannheim angeschlossen. Mit der Kreisreform 1973 erfolgte die Eingliederung in den neugebildeten Rhein-Neckar-Kreis. Am 1. Januar 1975 schlossen sich Großsachsen und Leutershausen im Rahmen der baden-württembergischen Gebietsreform zur neuen Gemeinde Hirschberg an der Bergstraße zusammen.

### Einwohnerentwicklung
Bevölkerungsentwicklung in Großsachsen
| Jahr      | 1852 | 1871 | 1880 | 1890 | 1900 | 1910 | 1925 | 1933 | 1939 | 1950 | 1956 | 1961 | 1970 | 1974 | 2010 |
| --------- | ---- | ---- | ---- | ---- | ---- | ---- | ---- | ---- | ---- | ---- | ---- | ---- | ---- | ---- | ---- |
| Einwohner | 1111 | 1111 | 1164 | 1190 | 1200 | 1213 | 1304 | 1262 | 1280 | 2043 | 1998 | 2296 | 2662 | 3177 | 3398 |

## Religionen
Großsachsen gehörte – wie Leutershausen – im Mittelalter zur Pfarrei Hohensachsen. Als Leutershausen eine selbständige Pfarrei wurde, war es auch für den Teil Großsachsens südlich des Apfelbachs zuständig, während der nördliche Teil bei Hohensachsen verblieb. 1556 führte Kurfürst Ottheinrich die Reformation ein und auch alle folgenden Religionswechsel der Kurpfalz musste Großsachsen mitmachen. Im 18. Jahrhundert waren die Reformierten in der Mehrheit. In Großsachsen waren zu dieser Zeit 20 Prozent der Einwohner katholisch, im 19. Jahrhundert stieg der Anteil leicht an. Nach dem Zweiten Weltkrieg stieg ihr Anteil durch die Aufnahme von Vertriebenen in Großsachsen auf ein Drittel. Seitdem gibt es je eine Pfarrei beider Konfessionen.
Die evangelische Gemeinde gehört zum Kirchenbezirk Neckar-Bergstraße der Evangelischen Landeskirche in Baden.
Die katholische Gemeinde ist Teil der Seelsorgeeinheit Weinheim-Hirschberg und gehört zum Dekanat Heidelberg-Weinheim des Erzbistums Freiburg.
Für Großsachsen wurden erstmals im 16. Jahrhundert jüdische Einwohner erwähnt, dann wieder seit dem Ende des 17. Jahrhunderts. 1871 lebten 37 Einwohner jüdischen Glaubens in Großsachsen, anschließend nahm deren Zahl wieder ab durch Abwanderung in die Städte und 1930 löste sich die Gemeinde in Großsachsen auf. 1933 lebten noch zwölf Juden in Großsachsen, die in den folgenden Jahren aufgrund der Repressalien in der Zeit des Nationalsozialismus zur Abwanderung gezwungen waren; von diesen wurden sechs später deportiert und ermordet.

## Kultur und Sehenswürdigkeiten

### Bauwerke

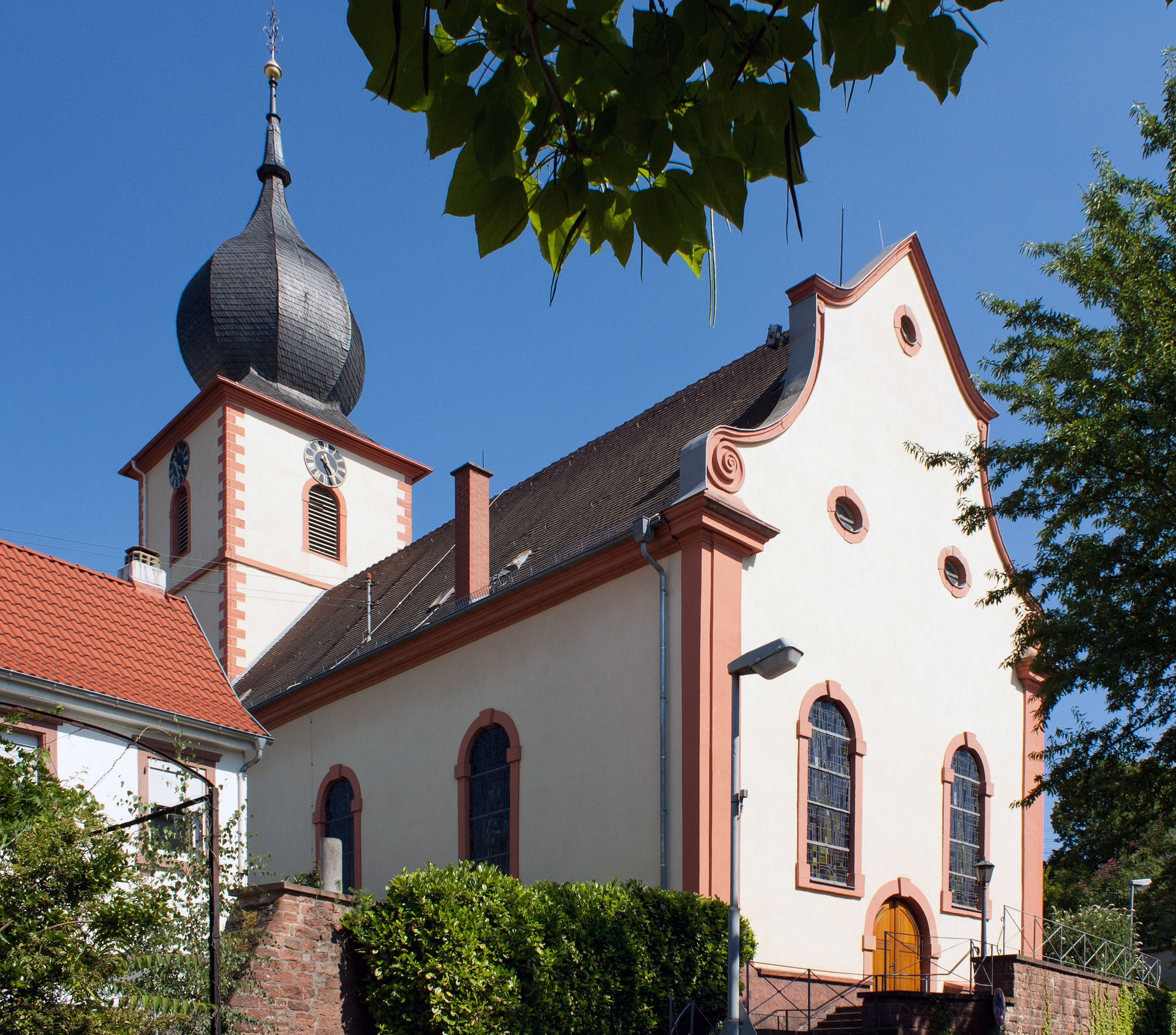
Evangelische Kirche Großsachsen.

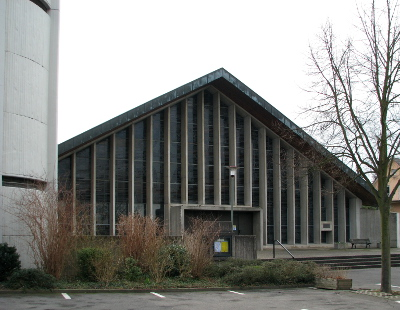
Katholische Kirche Großsachsen.

Die evangelische Kirche in Großsachsen geht zurück auf eine Kapelle von 1496 an gleicher Stelle. Der heutige Bau stammt aus den Jahren 1760–1762 und ist eine Querhauskirche, was typisch für reformierte Gotteshäuser des 18. Jahrhunderts ist. Der barocke Turm mit seiner charakteristischen Zwiebelhaube wurde zum Wahrzeichen Großsachsens.
Die katholische Christkönigskirche wurde 1965 in Sichtbetonbauweise auf einer Anhöhe im Neubaugebiet von Großsachsen erbaut. Der runde, abgesetzte Turm ist mit einem Kreuz bekrönt und hat eine Höhe von fast 30 Metern. 1980 erhielt er fünf Glocken, die mit dem Geläut der evangelischen Kirche abgestimmt sind. Der Kirchensaal erhebt sich über einem parabelförmigen Grundriss und schließt mit einem tiefgezogenen Satteldach.

### Sport und Freizeit
Das größte Fest in Großsachsen ist die jährliche Widda-Kerwe im August.
Der TVG Großsachsen ist der größte Hirschberger Sportverein. In den 1960er und 1970er Jahren stellte der TVG im Ringtennis mehrfach Deutsche Meister. Größter Erfolg der Handballabteilung des TVG Großsachsen waren die Meisterschaften in der Handball-Oberliga Baden-Württemberg der Männer (BWOL) 2010 und 2012, womit der Verein sich jeweils für die 3. Liga qualifizierte. Die TVG Großsachsen spielt ab 2024 als Spielgemeinschaft Saase³Leutershausen Handball.

### Bildung
In Großsachsen gibt es eine Grundschule sowie einen evangelischen Kindergarten. Die Gemeinde Hirschberg betreibt eine Bücherei mit Filiale in Großsachsen.

## Verkehr
Durch Großsachsen führt die B 3 nach Weinheim beziehungsweise Heidelberg. Die parallel verlaufende Autobahn A 5 ist mit dem Anschluss Hirschberg leicht erreichbar.
Parallel zur B 3, in der Ortsdurchfahrt Großsachsen teilweise in Straßenlage, führt die Linie 5 des Verkehrsverbunds Rhein-Neckar (VRN) (früher: Oberrheinische Eisenbahn (OEG)) in einem Rundkurs entlang der Bergstraße nach Weinheim, Heidelberg und Mannheim; Buslinien führen nach Weinheim, Leutershausen/Heddesheim sowie in den Odenwald.
Die Bahnstrecke Frankfurt am Main–Heidelberg ist etwas abseits geführt und hat zwischen Großsachsen und Heddesheim den Bahnhof Heddesheim/Hirschberg.